# Afghanocleonus
Afghánocleonus — рід жуків родини Довгоносики (Curculionidae).

## Зовнішній вигляд
Основні ознаки роду:
- головотрубка не довша від ⅔ передньоспинки, чітко розширена від основи до верхівки; з боків облямована кілями. Вони вигнуті біля очей і продовжені на лобі вздовж верхнього краю очей;
- 1-й членик джгутика вусиків довший за 2-й і 3-й, узяті разом, членики вусиків густо вкриті щетинками, що стирчать;
- очі майже трикутні;
- передньоспинка має напівкруглі лопаті позаду очей;
- надкрила біля основи не ширші від передньоспинки, більше ніж вдвічі довші від неї;
- перші два членики лапок задніх ніг подовжені, 2-й помітно довший від 3-го, кігтики зрослися біля основи.

У Afghanocleonus haarloevi (Voss, 1955) — єдиного виду, відомого у цьому роді, довжина тіла становить 16.6-19 мм.
Деталі зовнішньої будови дивись на малюнках.

## Спосіб життя
Не вивчений. Ймовірно, він типовий для Cleonini . Afghanocleonus haarloevi  знайдений в горах на висоті 2200–2300 м на Cousinia — рослині з родини айстрових.

## Географічне поширення
Afghanocleonus haarloevi  знайдений в Центральному Афганістані під час 3-ї данської експедиції до Центральної Азії.

## Класифікація
У роді описаний лише один вид — Afghanocleonus haarloevi (Voss, 1955).